# Federico Fellini
Federico Fellini (20. januar 1920 i Rimini – 31. oktober 1993 i Rom) var en italiensk filminstruktør og manuskriptforfatter. Kendt for filmen Det søde liv (1960), hvor den barmfagre Anita Ekberg blev verdenskendt, da hun badede i Trevi-fontænen i Rom.
Stilistisk set udviklede hans film sig fra en stram neorealistisk stil i 50'erne (han havde tidligere arbejdet med manuskripter til nogle af Roberto Rossellinis film) over imod en mere fantasi-præget, surrealistisk stil, som han blev ved fra 60'erne og frem til sin død.

## Filmografi
- Pigen fra varieteen (1950)
- Den hvide sheik (1952)
- Dagdriverne (1953)
- La strada (1954)
- Krapyl (1955)
- Gadepigen Cabiria (1957)
- Det søde liv (1960)
- 8½ (1963)
- Juliette (1965)
- Fellinis Satyricon (1969)
- Fillinis Roma (1972)
- Amarcord (1973)
- Fellinis Casanova (1976)
- Orkesterprøven (1978)
- Kvindebyen (1980)
- Og skibet sejler (1983)
- Ginger & Fred (1986)
- Intervista (1987)
- La voce della luna (1990)